# Zheng (stato)

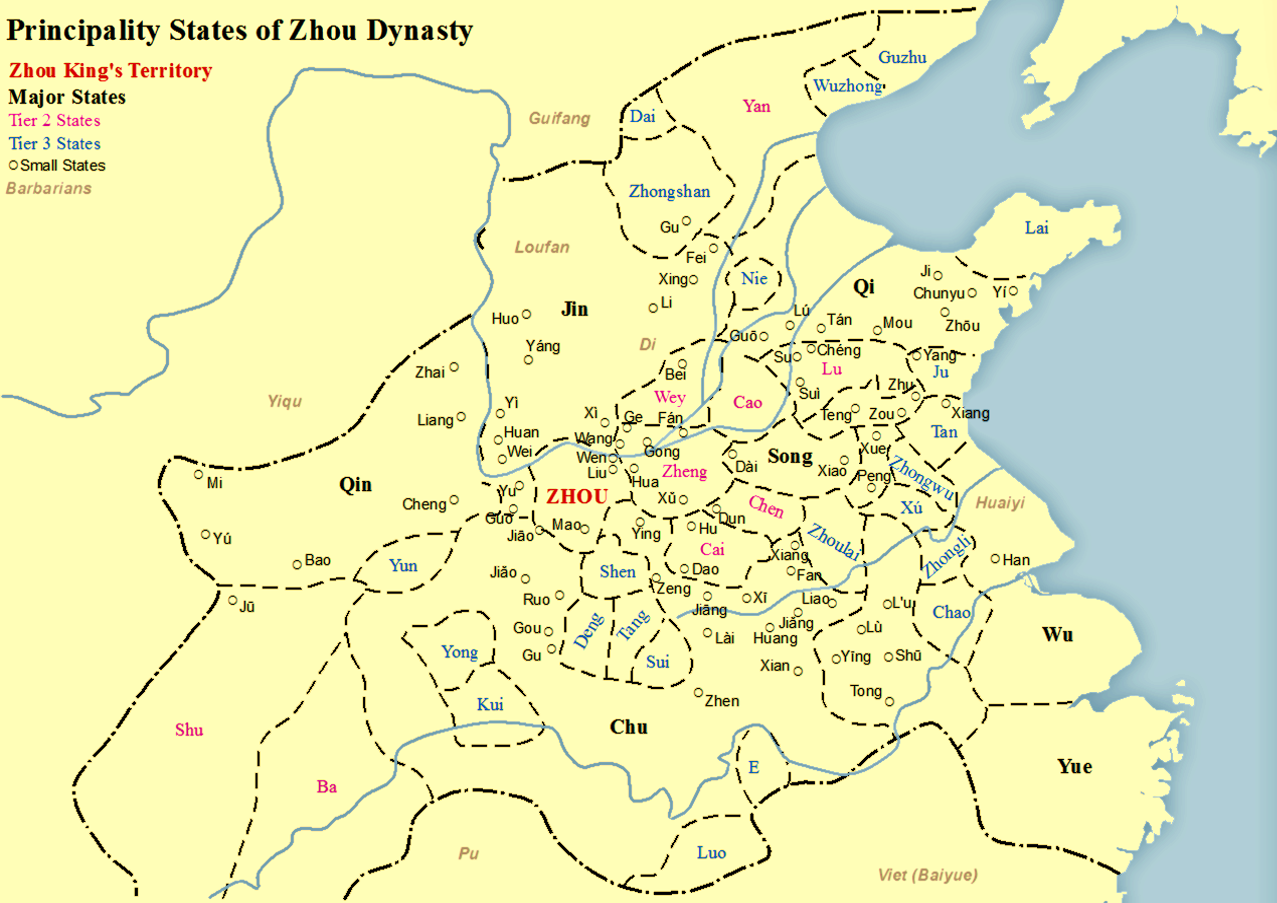
Mappa degli stati cinesi durante la dinastia Zhou

Zheng (cinese tradizionale: 鄭, Wade-Giles: Chêng4) era una città-stato della dinastia Zhou situata nel mezzo dell'antica Cina, nell'attuale provincia di Henan, sulla pianura della Cina del Nord a circa 121 km ad est da Luoyang. Era la città-stato più potente della Cina all'inizio della dinastia Zhou, ed è stato il primo Stato a stabilire chiaramente un codice di legge, nel 543 a.C., il suo ultimo periodo. La sua casata regnante aveva come nome ancestrale il Ji (姬), diventando a tutti gli effetti un ramo della casa reale degli Zhou, in più ricevettero anche il grado di Bo (伯), il che significava avere il titolo come quello di un Conte.

## Fondazione
Zheng è stata fondata nell'806 a.C. Quando il re Xuan di Zhou chiamò Ji You, suo fratello, duca di Zheng. Ji You ha stabilito quello che sarebbe stato l'ultimo baluardo di Zhou occidentale, passando da primo ministro a re you di Zhou. Quindi, intuendo che la dinastia Zhou occidentale era in declino, trasferì le sue proprietà, i suoi parenti e i suoi mercanti a est. Fu assassinato durante un'invasione barbarica ed era conosciuto postumo come Duca Huan di Zheng. Gli successe suo figlio, il duca Wu.
Il duca Wu di Zheng aiutò a contenere l'invasione di Zhou da parte del re Ping di Zhou e ristabilire il ducato di Zheng. Ha annesso gli stati di Guo Oriental e Kuai e ha fondato l'attuale Xinzheng nell'Henan.

## Periodo delle primavere e degli autunni
Lo stato di Zheng era uno dei più forti all'inizio del Periodo delle primavere e degli autunni. Zheng fu il primo stato della dinastia Zhou ad annettere un altro stato, Xi, nel 712 a.C. Durante il periodo primaverile e autunnale, Zheng era uno degli stati più ricchi, dipendeva dalla sua posizione centrale per il commercio interstatale e possedeva il maggior numero di mercanti di qualsiasi stato. Zheng spesso usava la sua ricchezza, attraverso la corruzione, per uscire da situazioni difficili. Zheng era anche la patria di diversi statisti, con Zi Chan il più famoso. Nelle fasi successive del periodo, Zheng non aveva più spazio per espandersi; A causa della sua posizione centralizzata, Zheng era circondato su tutti i lati da grandi stati.
Durante le fasi successive del periodo primaverile e autunnale, Zheng cambiò spesso le sue alleanze diplomatiche. Zheng era al centro della controversia diplomatica tra Chu e Qi, e successivamente tra Chu e Jin. Zheng rimase forte, sconfiggendo da solo un'alleanza combinata di Jin, Song, Chen e Wei nel 607 a.C.
Attraverso lo statista Zi Chan, Zheng fu il primo stato a stabilire chiaramente un codice civile nel 543 a.C. Zheng poi declinò fino a quando non fu annessa allo stato Han nel 375 a.C.

## Lista dei regnanti
| Titolo                      | Nome di battesimo | Durata del regno |
| --------------------------- | ----------------- | ---------------- |
| Huan Zheng (鄭桓公)         | Yǒu (友)          | 806-771 a.C.     |
| Wu Zheng (鄭武公)           | Juétú (掘突)      | 770-744 a.C.     |
| Zhuang Zheng (鄭莊公)       | Wùshēng (寤生)    | 743-701 a.C.     |
| Zhao Zheng (鄭昭公)         | Hū (忽)           | 701 a.C.         |
| Li Zheng (鄭厲公)           | Tú (突)           | 700-697 a.C.     |
| Zhao Zheng (secondo regno)  | Hū (忽)           | 696-695 a.C.     |
| Zheng-zi Wei (鄭子亹)       | Wěi (亹)          | 694 a.C.         |
| Zheng-zi Ying (鄭子嬰)      | Yīng (嬰)         | 693–680 a.C.     |
| Li Zheng (secondo regno)    | Tú (突)           | 679–673 a.C.     |
| Wen Zheng (鄭文公)          | Jié (踕)          | 672–628 a.C.     |
| Mu Zheng (鄭穆公)           | Lán (蘭)          | 627–606 a.C.     |
| Ling Zheng (鄭靈公)         | Yí (夷)           | 605 a.C.         |
| Xiang Zheng (鄭襄公)        | Jiān (堅)         | 604–587 a.C.     |
| Dao Zheng (鄭悼公)          | Fèi (沸)          | 586–585 a.C.     |
| Cheng Zheng (鄭成公)        | Gùn (睔)          | 584–581 a.C.     |
| Xu Zheng (公子繻)           | Xū (繻)           | 581 a.C.         |
| Xi Zheng (鄭僖公)           | Yùn (惲)          | 581 a.C.         |
| Cheng Zheng (secondo regno) | Gùn (睔)          | 581–571 a.C.     |
| Xi Zheng (secondo regno)    | Yùn (惲)          | 570–566 a.C.     |
| Jian Zheng (鄭簡公)         | Jiā (嘉)          | 565–530 a.C.     |
| Ding Zheng (鄭定公)         | Níng (寧)         | 529–514 a.C.     |
| Xian Zheng (鄭獻公)         | Dǔn (躉)          | 513–501 a.C.     |
| Sheng Zheng (鄭聲公)        | Shèng (勝)        | 500–463 a.C.     |
| Ai Zheng (鄭哀公)           | Yì (易)           | 462–455 a.C.     |
| Gong Zheng (鄭共公)         | Chǒu (丑)         | 455–424 a.C.     |
| You Zheng (鄭幽公)          | Jǐ (已)           | 423 a.C.         |
| Xu Zheng (鄭繻公)           | Tái (駘)          | 422–396 a.C.     |
| Kang Zheng (鄭康公)         | Yǐ (乙)           | 395–375 a.C.     |